# Шульга-Нестеренко Марія Іванівна
Марія Іванівна Шульга-Нестеренко (1891–1964) — радянська науковиця, геологиня і палеонтологиня, доктор геолого-мінералогічних наук.
Одна з перших жінок-геологів Росії, займалася розробкою методу мікроскопічного дослідження амонітів і стратиграфічним значенням мохуваток для верхнього палеозою. Автор 35 наукових публікацій, в тому числі 5 монографій.

## Біографія
Народилася 24 лютого 1891 року в Києві.
Спочатку навчалася в київській гімназії, де у Марії проявився інтерес до наукової роботи. Уже у восьмому класі вона опублікувала свою першу науково-популярну статтю «До питання про періодичність льодовикових періодів». У 1910 році вступила на природне відділення фізико-математичного факультету Московських вищих жіночих курсів. Курс історичної геології студентам читав завідувач кафедри геології Олександр Олександрович Чернов . Першим палеонтологічними дослідженням Марії Іванівни стала дипломна робота, виконана в 1916 році на базі колекцій Олександра Чернова.
Після закінчення вищих курсів в 1914—1918 роках викладала географію і природознавство в гімназіях Москви і Києва. У 1919 року став асистентом кафедри геології Московського університету, з яким на той час об'єднали Московські вищі жіночі курси. Тут вела практичні заняття з курсів лекцій, які читали професори А. А. Чернов і М. В. Павлова. З 1930 року Марія Шульга-Нестеренко вже сама читала курс палеонтології студентам Московського геологорозвідувального інституту (нині Російський державний геологорозвідувальний університет імені Серго Орджонікідзе) і вела заняття з аспірантами.
У 1922—1930 роках брала участь в польових геологічних роботах на Полярному і Північному Уралі, а також на Північному Тімані- в районах вугільних і нафтових родовищ, супроводжуючи Олександра Чернова в його експедиціях і забезпечуючи палеонтологічне вивчення зібраних матеріалів. З 1928 року цілеспрямовано займалася дослідженням маловивченого в той час виду древніх викопних організмів — моховинок .
Припинивши викладацьку діяльність в 1937 році, в 1938 році перейшла на роботу в Палеонтологічний інститут Академії наук СРСР (нині Геологічний інститут РАН). У 1938 році захистила кандидатську дисертацію, в 1946 році — докторську. У 1953 році група вчених Палеонтологічного інституту була представлена до державних нагород — Марія Іванівна була нагороджена орденом Леніна.
У 1955 році вийшла на пенсію, але продовжувала вести наукову діяльність.
Померла 13 листопада 1964 року в Москві.
У Російському державному архіві економіки є документи, які стосуються М. І. Шульге-Нестеренко.

### Особисте життя
У перший раз вийшла заміж в Києві, взявши подвійне прізвище Шульга-Нестеренко. Дітей у цьому шлюбі не було.
У другому шлюбі була одружена з своїм учителем — А. А Черновим.

## посилання
- ШУЛЬГА-НЕСТЕРЕНКО Марія Іванівна